# Свистун (рід)
Свистун (Pachycephala) — рід горобцеподібних птахів родини свистунових (Pachycephalidae). Представники цього роду мешкають в Південно-Східній Азії, Австралії і Океанії.

## Опис
Свистуни — дрібні і середнього розміру птахи з середньою довжиною тіла 14-22 см і середньою вагою 15-58 г. Їхньою батьківщиною є Австралія і Нова Гвінея, звідки вони розселилися на острови Індонезії, Філіппін і Океанії.

## Види
Виділяють сорок вісім видів:
- Свистун сіроголовий (Pachycephala olivacea)
- Свистун рудогорлий (Pachycephala rufogularis)
- Свистун південний (Pachycephala inornata)
- Свистун сірий (Pachycephala cinerea)
- Свистун біяцький (Pachycephala melanorhyncha)[17]
- Свистун північний (Pachycephala albiventris)
- Свистун білогузий (Pachycephala homeyeri)
- Свистун береговий (Pachycephala phaionota)
- Свистун іржастий (Pachycephala hyperythra)
- Свистун буроспинний (Pachycephala modesta)
- Свистун філіпінський (Pachycephala philippinensis)
- Свистун жовточеревий (Pachycephala sulfuriventer)
- Свистун борнейський (Pachycephala hypoxantha)
- Свистун гірський (Pachycephala meyeri)
- Свистун бурий (Pachycephala simplex)
- Свистун тиморський (Pachycephala orpheus)
- Свистун зеленоспинний (Pachycephala soror)
- Свистун сундайський (Pachycephala fulvotincta)[18]
- Свистун серамський (Pachycephala macrorhyncha)[19]
- Свистун балімський (Pachycephala balim)[20]
- Свистун молуцький (Pachycephala mentalis)[21]
- Свистун золотистий (Pachycephala pectoralis)
- Pachycephala fuliginosa
- Свистун бісмарцький (Pachycephala citreogaster)[22]
- Pachycephala orioloides
- Свистун луїзідський (Pachycephala collaris)[23]
- Свистун ренельський (Pachycephala feminina)[24]
- Pachycephala chlorura
- Свистун новокаледонський (Pachycephala caledonica)
- Pachycephala vitiensis
- Свистун архіпелаговий (Pachycephala vanikorensis)[25]
- Свистун жовтошиїй (Pachycephala jacquinoti)
- Свистун мангровий (Pachycephala melanura)
- Свистун самоанський (Pachycephala flavifrons)
- Свистун меланезійський (Pachycephala implicata)
- Свистун бугенвільський (Pachycephala richardsi)[26]
- Свистун гологорлий (Pachycephala nudigula)
- Свистун високогірний (Pachycephala lorentzi)
- Свистун королівський (Pachycephala schlegelii)
- Свистун жовтоспинний (Pachycephala aurea)
- Свистун рудочеревий (Pachycephala rufiventris)
- Свистун чорноголовий (Pachycephala monacha)
- Свистун сизий (Pachycephala leucogastra)
- Свистун садовий (Pachycephala arctitorquis)
- Свистун вохристий (Pachycephala griseonota)
- Свистун обіранський (Pachycephala johni)[27]
- Свистун білочеревий (Pachycephala lanioides)
- Ядлівчак палауський (Pachycephala tenebrosa)

## Етимологія
Наукова назва роду Pachycephala походить від сполучення слів дав.-гр. παχυς — товстий і лат. κεφαλη — голова.